# Trek-Segafredo/2017
Deze pagina geeft een overzicht van de wielerploeg Trek-Segafredo in 2017.

## Algemeen
Sponsors: Trek, Segafredo Zanetti
Algemeen Manager: Luca Guercilena
Teammanager: Alain Gallopin
Ploegleiders: Kim Andersen, Adriano Baffi, Ivan Basso, Dirk Demol, Steven de Jongh, Luc Meersman, Jaroslav Popovytsj
Fietsen: Trek
Materiaal: Shimano
Kopman: Alberto Contador, John Degenkolb, Bauke Mollema, Giacomo Nizzolo

## Transfers
| Inkomend          | Team 2016              | Uitgaand           | Team 2017                    |
| ----------------- | ---------------------- | ------------------ | ---------------------------- |
| Matthias Brändle  | IAM Cycling            | Julián Arredondo   | Nippo-Vini Fantini           |
| André Cardoso     | Cannondale - Drapac    | Jack Bobridge      | Gestopt                      |
| Alberto Contador  | Tinkoff                | Niccolò Bonifazio  | Bahrain-Merida               |
| Gregory Daniel    | Axeon Hagens Berman    | Fabian Cancellara  | Gestopt                      |
| Koen de Kort      | Team Giant-Alpecin     | Stijn Devolder     | Veranda's Willems-Crelan     |
| John Degenkolb    | Team Giant-Alpecin     | Ryder Hesjedal     | Gestopt                      |
| Michael Gogl      | Tinkoff                | Jaroslav Popovytsj | Gestopt                      |
| Ruben Guerreiro   | Axeon Hagens Berman    | Fränk Schleck      | Gestopt                      |
| Jesús Hernández   | Tinkoff                | Riccardo Zoidl     | Team Felbermayr-Simplon Wels |
| Jarlinson Pantano | IAM Cycling            |                    |                              |
| Mads Pedersen     | Stölting Service Group |                    |                              |
| Ayden Toovey      | nieuw                  |                    |                              |

## Renners
| Naam              | Geboortedatum | Nationaliteit    | Ploeg 2016               | Ploeg 2018             |
| ----------------- | ------------- | ---------------- | ------------------------ | ---------------------- |
| Eugenio Alafaci   | 09-08-1990    | Italië           |                          |                        |
| Fumiyuki Beppu    | 10-04-1983    | Japan            |                          |                        |
| Julien Bernard    | 17-03-1992    | Frankrijk        |                          |                        |
| Matthias Brändle  | 07-12-1989    | Oostenrijk       | IAM Cycling              |                        |
| André Cardoso     | 03-09-1984    | Portugal         | Cannondale - Drapac      |                        |
| Marco Coledan     | 22-08-1988    | Italië           |                          |                        |
| Alberto Contador  | 06-12-1982    | Spanje           | Tinkoff                  | gestopt per 10-09-2017 |
| Gregory Daniel    | 08-11-1994    | Verenigde Staten | Axeon Hagens Berman      |                        |
| Koen de Kort      | 08-09-1982    | Nederland        | Team Giant-Alpecin       |                        |
| John Degenkolb    | 07-01-1989    | Duitsland        | Team Giant-Alpecin       |                        |
| Laurent Didier    | 19-07-1984    | Luxemburg        |                          |                        |
| Fabio Felline     | 29-03-1990    | Italië           |                          |                        |
| Michael Gogl      | 04-11-1993    | Oostenrijk       | Tinkoff                  |                        |
| Ruben Guerreiro   | 06-07-1994    | Portugal         | Axeon Hagens Berman      |                        |
| Jesús Hernández   | 28-09-1981    | Spanje           | Tinkoff                  | stopt                  |
| Markel Irizar     | 05-02-1980    | Spanje           |                          |                        |
| Bauke Mollema     | 26-11-1986    | Nederland        |                          |                        |
| Giacomo Nizzolo   | 30-01-1989    | Italië           |                          |                        |
| Jarlinson Pantano | 19-11-1988    | Colombia         | IAM Cycling              |                        |
| Mads Pedersen     | 18-12-1995    | Denemarken       | Stölting Service Group   |                        |
| Grégory Rast      | 17-01-1980    | Zwitserland      |                          |                        |
| Kiel Reijnen      | 01-06-1986    | Verenigde Staten |                          |                        |
| Peter Stetina     | 08-08-1987    | Verenigde Staten |                          |                        |
| Jasper Stuyven    | 17-04-1992    | België           |                          |                        |
| Edward Theuns     | 30-04-1991    | België           |                          | Team Sunweb            |
| Ayden Toovey      | 08-11-1995    | Australië        | stagiair v.a. 01-08-2017 |                        |
| Boy van Poppel    | 18-01-1988    | Nederland        |                          |                        |
| Haimar Zubeldia   | 01-04-1977    | Spanje           |                          | gestopt per 29-07-2017 |

## Overwinningen
| Ronde van San Juan Eindklassement: Bauke Mollema Ronde van Dubai 3e etappe: John Degenkolb Trofeo Laigueglia winnaar: Fabio Felline Ronde van Romandië 2017 proloog: Fabio Felline Ronde van België 3e etappe (ITT): Matthias Brändle Hammer Series 2e etappe: Team Ronde van Frankrijk 15e etappe: Bauke Mollema | Cascade Cycling Classic 3e etappe: Peter Stetina BinckBank Tour 4e etappe: Edward Theuns 7e etappe: Jasper Stuyven Ronde van Poitou-Charentes 4e etappe (ITT): Mads Pedersen eindklassement: Mads Pedersen Ronde van Spanje 20e etappe : Alberto Contador Ronde van Denemarken 3e etappe: Mads Pedersen 4e etappe (ITT): Matthias Brändle eindklassement: Mads Pedersen | Nationale kampioenschappen Colombia, tijdrit: Jarlinson Pantano Denemarken, wegwedstrijd: Mads Pedersen Portugal, wegwedstrijd: Ruben Guerreiro |

Mannen: 2011 · 2012 · 2013 · 2014 · 2015 · 2016 · 2017 · 2018 · 2019 · 2020 · 2021 · 2022 · 2023 · 2024 · 2025
Vrouwen: 2019 · 2020 · 2021 · 2022 · 2023 · 2024 · 2025
AG2R-La Mondiale · Astana Pro Team · Bahrain-Merida · BMC Racing Team · BORA-hansgrohe · Cannondale-Drapac · Team Dimension Data · FDJ · Katjoesja-Alpecin · Team LottoNL-Jumbo · Lotto Soudal · Movistar Team · Orica-Scott · Quick Step · Team Sky · Team Sunweb · Trek-Segafredo · UAE Team Emirates